# Чертковский район
Чертко́вский райо́н — административно-территориальная единица (район) и муниципальное образование (муниципальный район) в составе Ростовской области Российской Федерации.

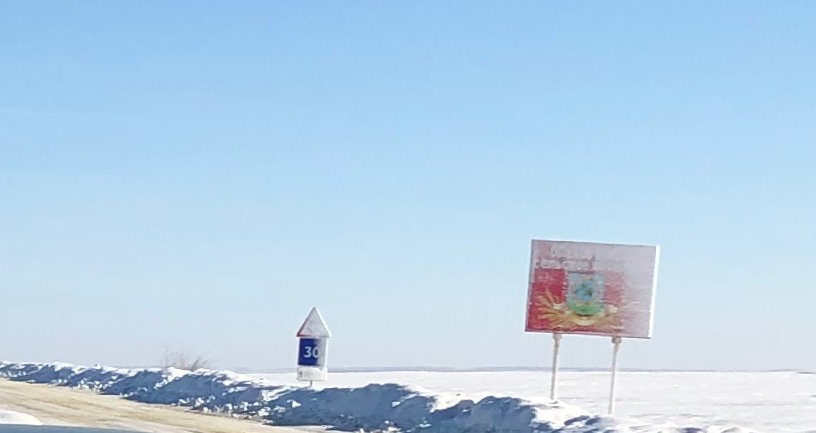
Дорога к хутору Чуевский

Районный центр — посёлок Чертково. Расстояние до г. Ростова-на-Дону — 320 км.

## История
В 1869 году при прокладке южного направления Юго-Восточной железной дороги, на границе Войска Донского и Харьковской губернии была основана станция Чертково.
Станция получила свое название от фамилии известного представителя старинного дворянского рода, войскового наказного атамана Войска Донского, генерала от кавалерии графа Михаила Ивановича Черткова, по инициативе которого и было начато строительство железнодорожной линии.
Впервые в списке населённых пунктов Войска Донского станция Чертково появилась в 1873 году.
Тогда она состояла из каменного пассажирского здания (сейчас там находится вокзал), пассажирской и двух товарных платформ и ряда других помещений.
В 1871 году при возведении земляного полотна железной дороги была осуществлена установка столбов с телеграфной линией, которая состояла из двух проводов. На всех станциях, в том числе и в Чертковской, был поставлен аппарат Морзе. Первоначально посёлок состоял из бараков, нескольких жилых домов, землянок, других строений, которые располагались вдоль железной дороги. Здесь стояли также церковь, питейный дом, ночлежка, а дальше ― до самой реки Меловой ― простиралась степь.
Постепенно, к началу XX столетия возле станции появился небольшой посёлок, а также была возведена больница, ж/д вокзал, начальные и средние учебные заведения.
В 1920 году в слободе Маньково-Калитвенская Донецкого округа был учреждён центр Леоно-Калитвинского района, который 10 января 1934 года был переименован в Чертковский с центром в посёлке Чертково. В 1954—1957 годах район входил в состав Каменской области. В 1959 году к нему присоединена территория упразднённого Алексеево-Лозовского района. 1 февраля 1963 года район упразднён, а его территория передана Мальчевскому району. В 1965 году вновь образован.
В августе 2009 года, в честь 140-летия посёлка на площади рядом с вокзалом был открыт памятник основателю населённого пункта Михаилу Ивановичу Черткову.

## География
Чертковский район расположен на северо-западе Ростовской области. На западе граничит с Украиной, на севере — с Воронежской областью. Здесь расположен пограничный пост контроля «Чертково». В райцентре по ул. Дружба народов проходит государственная граница, разделяющая Россию и Украину.
Преобладающая почва — южный чернозем. Из полезных ископаемых добываются глина, песок, камень, щебень.

## Население
| 2002    | 2009    | 2010    | 2011    | 2012    | 2013    | 2014    | 2015    | 2016    |
| ------- | ------- | ------- | ------- | ------- | ------- | ------- | ------- | ------- |
| 39 974  | ↘36 983 | ↘36 680 | ↘36 571 | ↘35 946 | ↘35 442 | ↘34 841 | ↘34 619 | ↘34 145 |
| 2017    | 2018    | 2019    | 2020    | 2021    |         |         |         |         |
| ↘33 759 | ↘33 321 | ↘32 792 | ↘32 680 | ↘30 359 |         |         |         |         |

Национальный состав
По итогам переписи населения 2020 года проживали следующие национальности (национальности менее 0,1 % и другое см. в сноске к строке «Другие»):
| Национальность | Численность, чел. | Доля     |
| -------------- | ----------------- | -------- |
| Русские        | 28 966            | 96,16 %  |
| Украинцы       | 428               | 1,42 %   |
| Цыгане         | 215               | 0,71 %   |
| Армяне         | 135               | 0,45 %   |
| Аварцы         | 35                | 0,12 %   |
| Другие         | 345               | 1,14 %   |
| Итого          | 30 124            | 100,00 % |

## Административное деление
В состав Чертковского района входят 14 сельских поселений:
1. Алексеево-Лозовское сельское поселение (село Алексеево-Лозовское; хутор Арбузовка; село Греково-Степановка; хутор Малая Лозовка; хутор Могилянский; хутор Ходаковский; хутор Чумаковский; хутор Ясиноватый; хутор Ястребиновский)
2. Донское сельское поселение (хутор Артамошкин; хутор Белая Балка; хутор Ботановский; хутор Крутой)
3. Зубрилинское сельское поселение (хутор Богуны; хутор Белая Балка; хутор Зубрилинский; хутор Лозовой; хутор Шипилов)
4. Кутейниковское сельское поселение (село Кутейниково; хутор Веселовский; хутор Виноградовский; хутор Маньковский; хутор Марьево-Камышенский; слобода Семено-Камышенская; хутор Сидоровский)
5. Маньковское сельское поселение (село Маньково-Калитвенское; хутор Гераськин; хутор Гусев; хутор Дудниковский; хутор Лозовой; хутор Марьяны; хутор Филипповский; хутор Шевченковский)
6. Михайлово-Александровское сельское поселение (село Михайлово-Александровка; хутор Каменная Балка; село Карповка; хутор Новая Полтава)
7. Нагибинское сельское поселение (хутор Нагибин; хутор Осиново; село Тихая Журавка)
8. Ольховчанское сельское поселение (село Ольховчик; хутор Куцаевский; хутор Павловка; хутор Петровский; хутор Чуевский)
9. Осиковское сельское поселение (село Осиково; хутор Галдин; хутор Касьяновка; хутор Лесовой; село Тарасово-Меловское; хутор Федоровка)
10. Сетраковское сельское поселение (хутор Сетраки)
11. Сохрановское сельское поселение (село Сохрановка; хутор Терновский)
12. Чертковское сельское поселение (посёлок Чертково; хутор Полтава)
13. Шептуховское сельское поселение (село Шептуховка; хутор Лазарев; разъезд Маньковский; село Новоселовка; хутор Ходаков)
14. Щедровское сельское поселение (село Щедровка; слобода Анно-Ребриковская; хутор Бакай; хутор Кадамов; хутор Новостепановский)

## Экономика
Основу экономики района составляет сельское хозяйство. В районе 40 сельхозпредприятий зерноживотноводческого направления.

### Транспорт
Расстояние от посёлка Чертково до федеральной автотрассы «Ростов—Москва» — 35 км. Чертково — железнодорожная станция на линии «Ростов—Воронеж—Москва».

## Достопримечательности

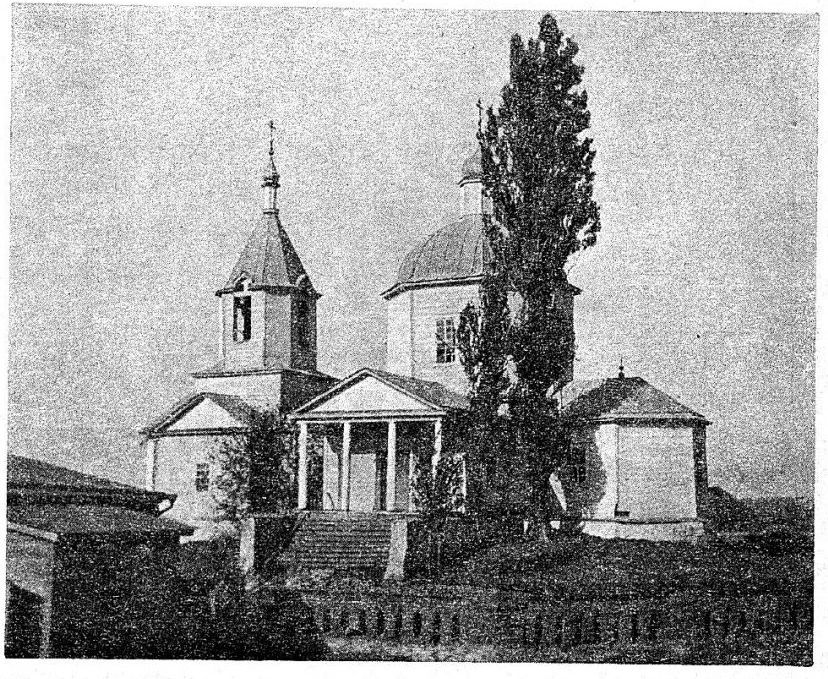
Ростовская область., с. Шептуновка. Церковь Николая Чудотворца

- Братская могила «Памятник солдату» в селе. Алексеево-Лозовское (ул. Лисичкина).
- Мемориальный комплекс «Памяти погибшим» в селе Анно-Ребриковская (ул. Советской 44/1).
- «Мемориал памяти» в хуторе Артамошкин (ул. Центральная 2).
- Мемориальный комплекс «Скорбящая мать» в селе Маньково (ул. Кирова 2б).
- «Скорбящая Мать»	в п. Чертково (площадь Победы, ул. Петровского 71а).
- Церковь Троицы Живоначальной в селе Маньково-Калитвенское[20]. Построена в стиле ретроспективизм в 1886—1904 годах. Главный придел церкви освящен в честь Пресвятой Троицы, правый придел — Покрова Пресвятой Богородицы. Церковь действующая. Освящена 24 октября 1894 года. В церкви находится подлинная икона Коронование Божией Матери.
- Церковь Спаса Преображения в селе Ольховчик (ул. Комсомольская, 2а).
- Церковь иконы Божией Матери «Всех скорбящих Радость» в селе Тихая Журавка.
- Церковь Покрова Пресвятой Богородицы в селе Шептуховка.
- Церковь Николая Чудотворца в Николаевке-Янове (пос. Шептуховка). Церковь была построена 1790 году. К настоящему времени разрушена.

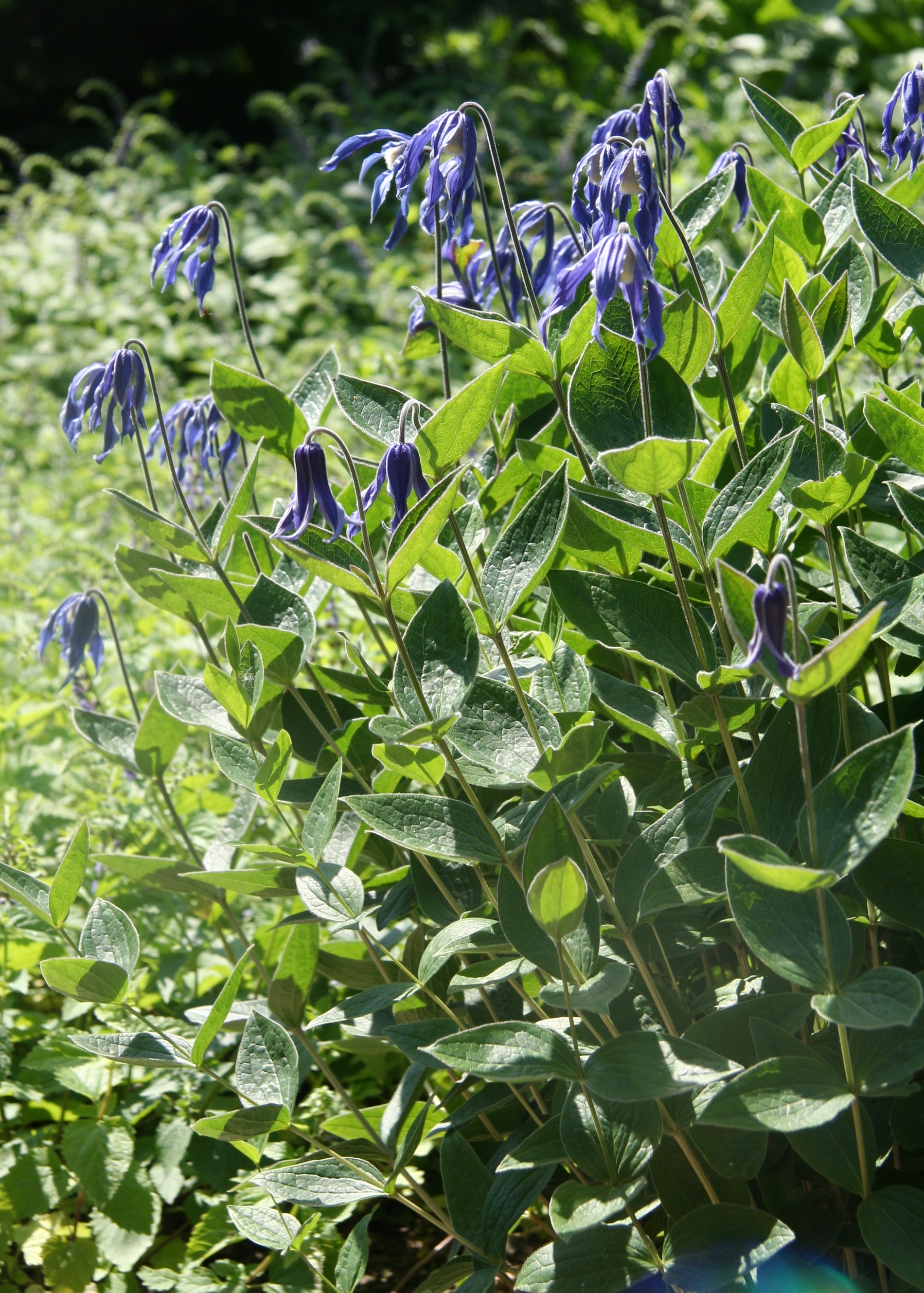
Клематис цельнолистный

- Памятник графу М. И. Черткову в пос. Чертково. Русский генерал граф Михаилу Ивановичу Черткову (1829—1905) был участником Крымской и Кавказской войн. Был членом Государственного совета. По просьбе графа Михаила Ивановича в 1869 году было начато строительство железнодорожной линии, появилась станция Чертково и одноимённый поселок.

Памятники природы:
- Природный комплекс Балка Ясеневая представляет собой разнотравно-типчаково-ковыльную степь, песчаную степь и байрачный лес. Здесь произрастают краснокнижные растения: прострел луговой, ковыль перистый, прострел раскрытый, беллевалия сарматская, синяк пятнистый, тюльпан Геснера, пролеска сибирская и др.
- Разнотравно-типчаково-ковыльная степь. Здесь растут растения, pанесенные в Красную книгу Ростовской области: тюльпаны Геснера, тюльпаны Биберштейна, ковыли украинский и перистый, беллевалия сарматская, синяк пятнистый и др.
- В урочище «Веденеево» есть дубравы, байрачные леса. Зарегистрировано около 15 видов растений, занесенных в Красную книгу Ростовской области. Здесь находится единственное местообитание на территории области клематиса цельнолистного[21].
- В 1975—2005 годах в районе располагался Журавский охотничий заказник, позже упразднённый.